# Olpium flavum
Espèce
Olpium flavum est une espèce de pseudoscorpions de la famille des Olpiidae.

## Distribution
Cette espèce est endémique de Socotra au Yémen.

## Publication originale
- Volker Mahnert, « Pseudoscorpions (Arachnida: Pseudoscorpiones) of the Socotra Archipelago, Yemen. », Fauna of Arabia,, vol. 23,‎ 2007,  271-307